# Старий Погост (Тверська область)
Старий Погост (рос. Старый Погост) — присілок в Калінінському районі Тверської області Російської Федерації.
Населення становить 241 особу. Входить до складу муніципального утворення Щербининське сільське поселення.

## Історія
Від 2005 року входить до складу муніципального утворення Щербининське сільське поселення.

## Населення
| 1859 | 1886 | 2002 | 2010 |
| ---- | ---- | ---- | ---- |
| 786  | ↗847 | ↘278 | ↘241 |